# Michelle Rasmussen
Michelle Rasmussen (* 10. Mai 1976) ist eine dänische Badmintonspielerin. 

## Karriere
Michelle Rasmussen gewann in Dänemark von 1988 bis 1992 vier Nachwuchstitel, bevor sie im letztgenannten Jahr auch erstmals bei den Erwachsenen auf sich aufmerksam machte. Dort gewann sie die Dutch Open im Dameneinzel. 1995 war sie bei den Czech International und den Hungarian International erfolgreich. 1996 wurde sie Zweite bei den Portugal International und Dritte bei den Finnish International.

## Sportliche Erfolge
| Saison    | Veranstaltung                                    | Disziplin   | Platz | Name                                                        |
| --------- | ------------------------------------------------ | ----------- | ----- | ----------------------------------------------------------- |
| 1987/1988 | Dänemark: Einzelmeisterschaften der Junioren U13 | Mixed       | 1     | Anders Boesen, Holte / Michelle Rasmussen, Nykøbing F       |
| 1987/1988 | Dänemark: Einzelmeisterschaften der Junioren U13 | Dameneinzel | 1     | Michelle Rasmussen, Nykøbing F                              |
| 1989/1990 | Dänemark: Einzelmeisterschaften der Junioren U15 | Mixed       | 1     | Kristoffer Iversen, BK DSB / Michelle Rasmussen, Nykøbing F |
| 1991/1992 | Dänemark: Einzelmeisterschaften der Junioren U17 | Dameneinzel | 1     | Michelle Rasmussen, Lillerød                                |
| 1992      | Dutch Open                                       | Damendoppel | 1     | Anne Mette Bille / Michelle Rasmussen                       |
| 1995      | Czech International                              | Damendoppel | 1     | Michelle Rasmussen / Mette Sørensen                         |
| 1995      | Hungarian International                          | Dameneinzel | 1     | Michelle Rasmussen                                          |
| 1995/1996 | EBU Circuit                                      | Dameneinzel | 1     | Michelle Rasmussen                                          |